# Ronald Allen (Schauspieler)
Ronald Allen (* 16. Dezember 1930 in Berkshire, England; † 18. Juni 1991 in Berkshire, England) war ein britischer Schauspieler, der in einer Vielzahl von Film- und Fernsehproduktionen mitspielte.
Allen wurde in Großbritannien vor allem in der Rolle des „David Hunter“ in der britischen Seifenoper Crossroads bekannt, die er von 1969 bis 1985 verkörperte.
Wenige Monate nach seiner Hochzeit mit Sue Lloyd starb Ronald Allen 1991 an Krebs.

## Filmografie (Auswahl)
- 1958: Die letzte Nacht der Titanic (A Night to Remember)
- 1987: Eat the Rich